# Barizoni
Barizoni – wieś w Słowenii, w gminie miejskiej Koper. 1 stycznia 2018 miejscowość liczyła 117 mieszkańców.